# پرستاری مراقبت از کودک و مادر
پرستاری مراقبت از کودک و مادر (به انگلیسی: Maternal-child nursing) مجموعه‌ای از تخصص‌های پرستاری زایمان، پرستاری کودکان و پرستاری نوزادان است.

## منبع
مشارکت‌کنندگان ویکی‌پدیا. «Maternal-child nursing». در دانشنامهٔ ویکی‌پدیای انگلیسی، بازبینی‌شده در May ۲۰۱۳.